# Hans Hagenbeek
Hendrikus Leonardus (Hans) Hagenbeek (Nijmegen, 11 april 1942 – Amsterdam, 2 mei 2021) was een Nederlands architect.

## Biografie
Hagenbeek groeide op in Hilversum, waar hij de middelbare school doorliep. In 1965 deed hij met goed gevolg eindexamen Bouwkunde aan de HTS in Amsterdam-Zuid. Aan de Academie van Bouwkunst in Amsterdam studeerde hij in 1977 af als architect. Vanaf 1978 was hij ingeschreven in het architectenregister en lid van de BNA.
Hij trad in de voetsporen van zijn grootvader, die architect was. Inspiratie voor zijn ontwerpen vond hij in Italië, Frankrijk en de Verenigde Staten. Zijn grote voorbeelden waren de Amerikaanse architect Frank Lloyd Wright en de Nederlander Willem Dudok. Hagenbeek wordt gerekend tot de traditionalistische architecten. Tot en met 1973 kreeg hij uitsluitend opdrachten van particulieren voor de bouw en verbouw van villa's, herenhuizen en vakantiewoningen. Vanaf 1974 betroffen de projecten stedenbouwkundige ontwerpen voor woonwijken, stadsontwikkeling, ruimtelijke ordening en utiliteitsbouw (winkelcentra, parkeergarages, kantoren en bedrijfsruimten) in opdracht van gemeenten, woningbouwverenigingen en bouwondernemingen. Maar hij bleef ook actief in de renovatie van particuliere woningen. Zijn laatste uitgevoerde project dateert van 2012 en betrof een woonwijk in Bovenkerk Zuid (Amstelveen). Zijn Magnum Opus is echter de Nieuwmarktbuurt in Amsterdam, waar hij tussen 1974 en 1984 het Zuiderkerkhof, de Zuiderkerk, de Sint Antoniesbreestraat en omgeving een transformatie deed ondergaan.
Hagenbeek was docent aan de HTS te Amsterdam, lid van studiecommissie van de Rotterdamse Academie van Bouwkunst en wetenschappelijk medewerker van het Kunsthistorisch Instituut van de Universiteit van Amsterdam.

## Werken
De belangrijkste reeks projecten van Hagenbeek betreffen de Nieuwmarkt en omgeving. Na de kaalslag voor de aanleg van de Amsterdamse metrolijn door de Nieuwmarktbuurt (1970-1975) moest de buurt opnieuw opgebouwd worden. Hagenbeek, die zelf in de Zandstraat woonde, in het hartje van de Nieuwmarktbuurt, kreeg in 1974 van de gemeente Amsterdam de opdracht voor het ontwerp van het wijkcentrum d'Oude Stadt in de Nieuwe Jonkerstraat. Daarna volgenden achtereenvolgens de inrichting van het Zuiderkerkhofplein, de inbouw in de Zuiderkerk van een voorlichtingscentrum van de gemeente Amsterdam, het stedenbouwkundigplan voor het Zuiderkerkhof en omgeving, ontwerpen voor woningen op de hoek St. Antoniesbreestraat/Snoekjesgracht, 31 sociale woningen en 5 winkels (in maatschap CAV) Zuiderkerkhof/Sint Antoniesbreestraat en het Watervalproject.
Andere grote projecten waren onder andere het Sint-Elisabeth Verpleeg- en Gasthuis in Amersfoort (1986-1993) en projecten in de Almere-Muziekwijk (1988-1991), Diependaalselaan en Seinhorst Hilversum (1993), Tuindorp (Baarn) (1995-2003), Den Haag (Florence Nightingale Park (1991-1994) en Wateringseveld (1995-1996)) en Voorburg (1999-2005), Vathorst Amersfoort (2008-2009), woningen in de wijk Balije in Leidsche Rijn (2004-2009) en als laatste de wijken Bovenkerk Oost en Zuid (Amstelveen 2005-2012).

## Overleden
De laatste jaren leed hij aan de Ziekte van Alzheimer. Zijn vrouw verzorgde hem zo lang mogelijk thuis. Na tien dagen in een tehuis overleed hij. Hij werd in kleine kring op Zorgvlied begraven.
- Gemeinsame Normdatei: 1193065151
- International Standard Name Identifier: 0000 0000 8926 407X
- Library of Congress Control Number: no2019114321
- Nederlandse Thesaurus van Auteursnamen: 073483869
- RKD-Nederlands Instituut voor Kunstgeschiedenis: 223783
- Union List of Artist Names: 500230198
- Virtual International Authority File: 130095140